# Corothamus agnipilus
Corothamus agnipilus là một loài thực vật có hoa trong họ Đậu. Loài này được (Velen.) Klásk. mô tả khoa học đầu tiên năm 1958.